# Noret (Björna socken, Ångermanland)
Noret är en sjö i Örnsköldsviks kommun i Ångermanland och ingår i Gideälvens huvudavrinningsområde.